# Prosopocera clara
Prosopocera clara är en skalbaggsart som först beskrevs av Jordan 1903.  Prosopocera clara ingår i släktet Prosopocera och familjen långhorningar.
Artens utbredningsområde är Ghana. Inga underarter finns listade i Catalogue of Life.